# Disco Crash
Disco Crash es el sexto álbum de estudio del DJ y productor francés Bob Sinclar. Fue lanzado el 30 de enero de 2012 por el sello Yellow Productions. El álbum alcanzó el número 19 en Francia vendiendo 10 000 ejemplares.

## Lista de canciones
| Edición estándar |                                                           |          |  |
| N.º              | Título                                                    | Duración |  |
| 1.               | «Rock the Boat» (con Pitbull, Dragonfly & Fatman Scoop)   | 3:54     |  |
| 2.               | «F*** With You» (con Sophie Ellis Bextor & Gilbere Forte) | 3:11     |  |
| 3.               | «Wild Thing» (con Snoop Dogg)                             | 4:51     |  |
| 4.               | «Far L'amore» (con Raffaella Carrà)                       | 3:01     |  |
| 5.               | «Not Gansgta» (con Mr. Shammi)                            | 4:39     |  |
| 6.               | «Life» (com Ben Onono)                                    | 6:37     |  |
| 7.               | «Put Your Handz Up» (con Hot Rod)                         | 4:22     |  |
| 8.               | «Tik Tok» (con Sean Paul)                                 | 3:06     |  |
| 9.               | «Around the World» (con Gilbere Forte)                    | 4:20     |  |
| 10.              | «Rainbow of Love» (con Ben Onono)                         | 3:26     |  |
| 11.              | «The Network» (con KC Flightt)                            | 5:43     |  |
| 12.              | «Magic Fly»                                               | 5:14     |  |
| 50:48            |                                                           |          |  |

| Edición especial en Francia |                                                   |          |  |
| N.º                         | Título                                            | Duración |  |
| 13.                         | «Groupie»                                         | 3:05     |  |
| 14.                         | «House Music» (con Ron Carroll)                   | 6:39     |  |
| 15.                         | «Yves Montand - C'est Si Bon» (Bob Sinclar Remix) | 3:07     |  |

| Edición especial en Alemania |                                                                     |          |  |
| N.º                          | Título                                                              | Duración |  |
| 13.                          | «I Don't Care» (con Snoop Dogg)                                     | 5:26     |  |
| 14.                          | «Crazy» (con Dimitri Vegas & Like Mike)                             | 6:23     |  |
| 15.                          | «Dirty Beat»                                                        | 5:09     |  |
| 16.                          | «Gym Tonic» (2011 Uplifting Mix)                                    | 5:35     |  |
| 17.                          | «Rock the Boat» (Bassjackers remix)                                 | 4:43     |  |
| 18.                          | «Rock the Boat» (con Pitbull, Dragonfly & Fatman Scoop)             | 3:12     |  |
| 19.                          | «Not Gangsta» (Bob Sinclar & Mr. Shammi) (Versión para Reino Unido) | 2:54     |  |
| 20.                          | «Rainbow of Love» (con Ben Onono)                                   | 3:28     |  |

## Posicionamiento
| País    | Lista (2012)                   | Mejor posición | Ref.  |
| ------- | ------------------------------ | -------------- | ----- |
| Francia | French Albums Chart            | 19             | [ 6 ] |
| Bélgica | Belgian Albums Chart (Flandes) | 30             | [ 6 ] |
| Bélgica | Belgian Albums Chart (Valonia) | 26             | [ 6 ] |
| Suiza   | Swiss Albums Chart             | 31             | [ 6 ] |